# 罗伯特·亨利
罗伯特·亨利（英語：Robert Henry，约1890年—1954年9月21日），新西兰男子草地滚球运动员。他曾代表新西兰参加1950年大英帝国运动会草地滚球比赛，获得一枚金牌。